# شيغيلة فلكسنرية النمط السادس
شيغيلة فلكسنرية النمط السادس (بالإنجليزية: Shigella flexneri serotype 6)‏ هي نمط بكتيري من أنماط الشيغيلة الفلكسنرية ضمن شعبة المتقلبات.